# 医薬品等適正広告基準
医薬品等適正広告基準（いやくひんとうてきせいこうこくきじゅん）とは、日本の薬事法に基づいて、医薬品などの広告が虚偽・誇大にならないよう適正を図るために厚生省薬務局長（現厚生労働省医薬食品局）長から各都道府県知事に宛てた通知の形式により発出された基準である。
1949年（昭和24年）に「医薬品適正広告基準」が制定され、1961年に医薬部外品・化粧品広告を含む「医薬品等適正広告基準」制定。1964年に医療機器広告を含める改正を実施。2008年7月現在は、1980年10月9日薬発第1339号厚生省薬務局長通知（2002年（平成14年）3月28日医薬発第0328009号により一部改正）が適用されている。
2017年に「医薬品等適正広告基準」は改正された。（平成２９（2017）年９月２９日付　薬生発0929第4号　厚生労働省医薬・生活衛生局長通知が出され、それまでの旧通知は廃止されている。）

## 基準の要旨
下記については要旨であり、原文をそのまま掲載したものではない。実務上は各種要件が総合的に判断されるため、本基準が一律に適用されるとは限らない。なお、鍵括弧内の表記については、実際に可否が判断された事例による。
- 基準1 名称に関して

日本薬局方に定められた名称、一般的名称および販売名（薬事法による承認を要するものについては、承認を受けた販売名）以外の名称を使用しないこと。漢字で承認を受けた医薬品をかなやアルファベット、またはその逆で表記するようなケースも抵触する。ただし、誤認を招かない程度の振り仮名は差し支えない。
- 基準2 製造方法に関して

実際の製法と異なる表現、優良誤認を招く表現はしないこと。「最高の技術」「家伝の秘法により作られた…」などの表現は認められない。
- 基準3(1) 効能に関して（承認を要する医薬品）

承認を要する医薬品の効能の表現については承認の範囲を超えないこと。効能効果等の二次・三次的効果の表現は、原則として本項に抵触する。医薬品と医薬部外品・化粧品を同一紙面で広告する場合は、相乗効果があるかのような表現をしないこと。
- 基準3(2) 効能に関して（承認を要しない医薬品）

承認を要しない医薬品の効能の表現については医学薬学上認められている範囲を超えないこと。
- 基準3(3) 効能に関して（化粧品）

承認を要しない化粧品の効能の表現については薬務局長通知の範囲を超えないこと。
- 基準3(4) 成分・分量に関して

成分・分量・安全性について、事実を誤認させるおそれのある広告をしないこと。「デラックス処方」「天然成分を使用しているので副作用がない」など優良さや安全性に誤解を招く表現は認められない。「各種ビタミン配合」「数種のアミノ酸配合」などの表現は、全ての成分名を具体的に列挙した場合以外は行わないこと。漢方製剤でない医薬品について、「漢方処方の○○エキスに洋薬を配合」など一部が漢方処方である旨の表現は、当該医薬品が漢方製剤である、または漢方製剤より優良であるとの印象を与え、安全性についても誤解を招くおそれがあるため、行わないこと。
- 基準3(5) 用法・用量に関して

用法・用量に関する表現は、医学薬学上認められている範囲（承認を要する医薬品の効能の表現については承認の範囲）を超えないこと。「いくら飲んでも副作用がない」、「使用法を問わず安全である」などの表現は認められない。また、年齢・性別の制限がないにもかかわらず「中年男性に」など特定の層のみに有効であるかのような表現も認められない。
- 基準3(6) 効能・安全性を保証する表現に関して

具体的効能効果または安全性が確実である保証をするような表現や最大級であるかのような表現はしないこと。「全快する」「副作用の心配はない」などの表現は認められない。「○○はxx年の歴史があるから良く効きます」など、効能・安全性を歴史に関連付けた表現は認められない。但し、「○○は発売xx周年」など単に事実のみを示すことは差し支えない。表現にアニメーションなどを用いる場合、外用薬などが身体に浸透する様子は、虚偽・誇大とならないよう十分注意すること。また、炎症や病原菌が完全に消失する印象を与える表現や、使用前及び使用後の写真・イラストを並べて示すことは、効能の保証となるため認められない。使用者の体験談を用いることは、誤認を招くおそれがあるため行わないこと。
- 基準3(7) 効能・安全性についての最大級の表現に関して

「最高の効き目」「比類なき安全性」などの表現は認められない。「強い…」「強力な…」などの表現も原則として認められない。「新発売」については、発売後概ね6ヶ月間使用できる。
- 基準3(8) 即効性・持続性に関して

即効性に関して、鎮痛剤・外用鎮痒剤・浣腸剤などについて承認を受けた範囲内で、医学薬学上十分証明されたもの以外は原則として行わないこと。持続性に関しても、承認を受けた範囲内で、医学薬学上十分証明されたもの以外は行わないこと。
- 基準3(9) 本来の効能と認められない効果に関して

頭痛薬に「受験合格」、保健薬に「活力を生み出す」など、本来の効能と認められない表現は行わないこと。また、コンドームに「性感を高める」など性的表現を行うことも認められない。
- 基準4 乱用を促すおそれのある広告の制限

医薬品等の過量消費又は乱用を助長するおそれのある広告は行わないこと。内服用医薬品を直接服用する場面を映すことも該当する。その他の医薬品については、正しい使用方法を提示し、濫用を助長するおそれのないものに関しては使用場面を映しても問題ない。点眼薬の広告で、（容器先端が瞼や睫毛に触れずに）点眼する場面を用いても差し支えない。小学生以下の子供をモデルとして使用する場合、子供自身が医薬品を手に持ったり使用したりする場面を映さないこと。また、殺虫剤の広告には幼少児を使用しないこと。
- 基準5 医療用医薬品等

医師・歯科医師が自ら使用し，又は処方箋などによって使用することを目的として供給される医薬品、医療関係者が自ら使用する医療機器で一般人が使用した場合に危害が及ぶ恐れのあるものについては，医薬関係者以外の一般人に対する広告は行わないこと。がん・肉腫・白血病に使用される医薬品に関しては、医師の指導によらない使用は危害が生じるおそれが特に大きいため、薬事法第67条で一般向け広告が制限されている。
- 基準6 一般向け広告における効能についての表現の制限

胃潰瘍、高血圧、糖尿病、心臓病、白内障、肝炎、性病など、医師の診察・治療によらなければ治癒が期待できない疾患に関し、診察・治療を受けずに治癒できるかのような表現は一般向け広告で行わないこと。これらの疾病名を記載するだけでも治癒を期待させるおそれがあるため、これらの疾病名は広告に使用しないこと。
- 基準7 習慣性医薬品に関して

厚生労働大臣が指定する、習慣性のある医薬品に関しては、習慣性がある旨を付記すること。
- 基準8 使用上の注意に関する付記事項

使用上特に喚起を要する医薬品についての広告には、その事項を付記・付言すること。ただし、屋外広告などで製造方法・効能に全く触れない場合はこの限りでない。
- 基準9 他製品の誹謗に関して

品質・効能・安全性に関し、他の製品を誹謗するような広告を行わないこと。比較広告を行う場合は、対象製品名を明示した自社製品との間で行うこと。
- 基準10 医薬関係者などの推薦

医薬関係者、医療機関、公務所などが公認・推薦している旨の広告を行わないこと。「厚生労働省認可」などの表記も抵触する場合がある。ただし公衆衛生上、公務所などが指定している旨を広告する必要がある場合などについてはこの限りでない。
- 基準11 懸賞・賞品などの広告の制限

過剰な懸賞・賞品など射幸心をそそる方法による広告は行わないこと。但し、景品表示法の範囲内で景品を提供して販売することは認められる。また、懸賞・商品として医薬品を提供する旨の広告は、原則として行わないこと。医薬品のパッケージやパッケージ内に封入した引換券などと、医薬品を交換する旨の広告は行わないこと。
- 基準12 不快・不安を与える表現の制限

不快又は不安恐怖の感じを与えるおそれのある表現を用いた医薬品等の広告は行わないこと。「こんな症状はありませんか？あなたはすでに○○病です」などの不安を煽る台詞、手術場面など露骨な表現、連呼行為（目安として5回以上）、奇声などが該当する。
- 基準12-2 不快、迷惑等の感じを与える広告方法の制限

医薬品等について広告を受けた者に、不快や迷惑等の感じを与えるような広告は行わないものとする。 特に、電子メールによる広告を行う際は、次の方法によるものとする。
(1)医薬品販売業者等の電子メールアドレス等の連絡先を表示すること。
(2)消費者の請求又は承諾を得ずに一方的に電子メールにより医薬品等の広告を送る場合、メールの件名欄に広告である旨を表示すること。
(3)消費者が、今後電子メールによる医薬品等の広告の受け取りを希望しない場合、その旨の意思を表示するための方法を表示するとともに、意思表示を示した者に対しては、電子メールによる広告の提供を行ってはならないこと。
- 基準13 ラジオ・テレビの提供番組の取扱いについて

CMタレントが、番組内において効能・安全性などについて言及・暗示してはならない。ワイドショー番組の生コマーシャルなどで司会者がCMタレントを兼ねる場合は、CMと番組との区別を明確にすること。
- 基準14 食品的用法などの表現について

医薬品について、食品・化粧品的用法を協調して安易な使用を助長する広告を行わないこと。医療機器についての健康器具・美容器具的用法についても同様である。
- 基準15 医薬品等の品位の保持について

性的表現やドタバタ表現など、医薬品等の品位・信用を損なう表現をしないこと。語呂あわせに関しても該当する場合がある。